# Les Pins
 Les Pins  es una comuna y población de Francia, en la región de Poitou-Charentes, departamento de Charente, en el distrito de Confolens y cantón de Saint-Claud.
Está integrada en la Communauté de communes de Haute Charente .

## Demografía[2]
| 750 | 736 | 585 | 1 150 | 1 120 | abs. | 1 169 | 1 165 | 1 136 | 955 | 936 | 871 | 917 | 964 | 911 | 828 | 813 | 857 | 834 | 829 | 687 | 648 | 626 | 587 | 576 | 502 | 464 | 403 | 413 | 411 | 359 | 400 | 420 |
| Para los censos de 1962 a 1999 la población legal corresponde a la población sin duplicidades (Fuente: INSEE [Consultar]) |     |     |       |       |      |       |       |       |     |     |     |     |     |     |     |     |     |     |     |     |     |     |     |     |     |     |     |     |     |     |     |     |